# Кабулниязов, Джуманияз
Джуманияз Кабулниязов (21 декабря 1919 года, Ургенч — 18 января 1974 года, Узбекская ССР) — старший научный сотрудник Института языка и литературы им. А. С. Пушкина АН Узбекской ССР, доктор филологических наук, партийный деятель Узбекской ССР.

## Биография
Родился 21 декабря 1919 года в Ургенче, в семье ремесленника.
В 1940 году служил в рядах Красной Армии, участвовал в Советско-финляндской войне, был тяжело ранен. После выздоровления работал в ряде учреждений.
В 1949 году поступил в Литературный факультет Ташкентского государственного педагогического института им. Низами. Окончив пединститут, обучался в аспирантуре МГУ им. М. В. Ломоносова.
Завершив обучение в аспирантуре в 1957 году, Д. Кабулниязов стал работать в секторе фольклора Института языка и литературы АН УзССР. Здесь он прошёл путь от младшего научного сотрудника до доктора филологических наук.
В 1959 году защитил кандидатскую диссертацию на тему «Роль узбекского народного эпического творчества в формировании узбекского советского фольклора». А также, им были изданы народные дастаны «Саёдхон ва Хамро», «Ошик Махдум», «Авазхон», «Бозиргон», и сборник «Хоразм халк кушиклари» («Народные песни Хорезма»), текстологический тщательно подготовленные и научно-критическими комментариями. Большинство опубликованных Д. Кабулниязовым фольклорных материалов впервые введены им в научный оборот.
Скончался после продолжительной болезни 18 января 1974 года.